# 陈添枝
陳添枝（1953年—），中華民國經濟學者、政治人物，新北市人，美國賓州州立大學博士畢業，現任國立清華大學台北政經學院講座教授，曾任國立清華大學台北政經學院院長、總統府國策顧問、余紀忠基金會獨董，曾同時服務於馬英九政府與蔡英文政府，擔任國家發展委員會主任委員、行政院經濟建設委員會主任委員、行政院政務委員等官職，亦曾任中華經濟研究院院長、中華電信獨立董事、東元電機獨立董事、友達光電獨立董事、美國卓克索大學與美國密西西比大學助理教授等職務。

## 經歷
國立臺灣大學電機學士、美國賓州州立大學經濟學博士。曾任美國密西西比大學助理教授、臺灣大學經濟系教授、中華經濟研究院院長。
2008年5月，馬英九政府執政，陳添枝擔任劉兆玄內閣的行政院政務委員兼任行政院經建會（今國家發展委員會）主任委員。
2008年5月－2009年9月，因應金融海嘯影響，擴大行政院國發基金管理會功能，並以國發基金作為支持金融機構辦理振興經濟非中小企業專案貸款信用保證，有效穩定了金融市場運作，國發基金在穩定金融秩序上扮演了重要角色。
2016年5月，蔡英文政府執政，林全內閣成立，陳添枝獲邀擔任國家發展委員會主任委員。陳添枝原本婉拒，他表示自己曾在馬政府做事，到立法院備詢可能泛藍、泛綠立法委員都不諒解。由於行政院院長林全的極力邀請，最後陳添枝同意入閣。
2017年9月7日，隨林全內閣總辭後離開政府，重新回到學校。

## 荣誉

### 中华民国勋章奖章
- 一等功绩奖章（行政院，2009年9月10日颁发[1]）

## 著作

### 個人著作
- 《美中貿易戰，戰什麼？：大國崛起與制度之爭》（台北：時報出版，2021）
- 《越過中度所得陷阱的台灣經濟1990～2020》（台北：天下文化，2022）

### 共同著作
- 林惠玲、陳添枝：《臺灣產業的轉型與創新》（台北：國立臺灣大學出版中心，2016）
- 劉碧珍、陳添枝、翁永和：《國際貿易：理論與政策》（台北：雙葉書廊，2018）
- 朱敬一、毛慶生、林全、許松根、陳添枝、陳思寬、黃朝熙：《基礎經濟學(9版)》（台北：華泰文化，2022）
- 朱敬一、毛慶生、林全、許松根、陳添枝、陳思寬、黃朝熙：《經濟學概要(7版)》（台北：華泰文化，2022）
- 朱敬一、毛慶生、林全、許松根、陳添枝、陳思寬、黃朝熙：《經濟學(10版)》（台北：華泰文化，2022）
- 劉碧珍、陳添枝、翁永和：《國際貿易導論（五版）》（台北：雙葉書廊，2022）